# Burgo de Osma-Ciudad de Osma
Burgo de Osma-Ciudad de Osma (galiciska: El Burgo de Osma-Ciudad de Osma) är en kommun i Spanien.   Den ligger i provinsen Provincia de Soria och regionen Kastilien och Leon, i den centrala delen av landet, 140 km norr om huvudstaden Madrid. Antalet invånare är 5 228.